# Cezary Baca
Cezary Andrzej Baca (ur. 25 kwietnia 1969 w Olsztynie) – polski piłkarz występujący na pozycji napastnika.
Cezary Baca, wychowanek Waframy Dobre Miasto, większość swej piłkarskiej kariery spędził w Olsztynie, reprezentując barwy miejscowego Stomilu. Z klubem tym w 1994 roku awansował do I ligi. W olsztyńskim zespole wystąpił w 33 I-ligowych meczach. W tym czasie zdołał ośmiokrotnie pokonać bramkarzy rywali. W 1995 roku wraz z kilkoma innymi piłkarzami Stomilu, przeniósł się do Jezioraka Iława, którego koszulkę zakładał przez całą rundę jesienną. Na początku 1996 roku Baca wyjechał do Finlandii, w której przez 2 lata grał w klubie Vaasan Palloseura. Po powrocie do Polski na krótko związał się jeszcze z III-ligową Warmią Olsztyn (przez pewien czas był tam też grającym trenerem). Po rundzie jesiennej sezonu 1998/1999 zakończył karierę w barwach Jezioraka Iława.